# Aeroportul King Salmon
Aeroportul King Salmon (IATA: AKN, ICAO: PAKN, FAA LID: AKN) este un aeroport din Alaska, Statele Unite ale Americii ce deservește zona King Salmon⁠(d). Aeroportul a fost tranzitat în 2019 de 88.488 de pasageri. A fost numit după zona deservită.
Situat la o altitudine de 22 m, aeroportul dispune de 2 piste. Este operat de Alaska Department of Transportation & Public Facilities⁠(d).

## Infrastructură

### Piste
Aeroportul dispune de 2 piste. Pista 12/30 are suprafața de asfalt și dimensiunile 8.901 picioare × 150 picioare. Pista 18/36 are suprafața de asfalt și dimensiunile 4.017 picioare × 100 picioare. 